# Thilo von Trotha (officier de marine)
Thilo Wolf Lebrecht von Trotha (né le 8 juillet 1873 à Weimar et mort le 25 mars 1947 dans la même ville) est un capitaine de vaisseau allemand de la marine impériale. Pendant la Première Guerre mondiale, il est commandant de navire de guerre et à ce poste, il prend part à d'importantes batailles navales, dont la bataille du Jutland.

## Biographie

### Origine
Thilo von Trotha est un fils de Thilo Ernst von Trotha (1846-1890) et d'Henriette, née baronne von Nolde (née en 1852).

### Carrière militaire
Thilo von Trotha rejoint la marine impériale le 10 avril 1891. En 1895, il est sous-lieutenant en mer sur le Stein.
En octobre 1913, il devient commandant du Stettin en tant que capitaine de corvette. À ce poste, il est promu commandant de frégate et reste dans ce commandement jusqu'en février 1914. L'équipage du Stettin est alors réduit et affecté au croiseur léger nouvellement mis en service Rostock. En février 1914, il prend la relève en tant que commandant. Sous son commandement, il est utilisé dans la bataille navale au large d'Helgoland. En août 1915, il abandonne le commandement. Il devient ensuite commandant du Frankfurt nouvellement mis en service jusqu'en novembre 1916. Le 19 avril 1916, il devient capitaine de vaisseau. Le Frankfurt fait partie du 2e groupe de reconnaissance lors du bombardement de Yarmouth et de Lowestoft et devient plus tard le vaisseau amiral du 2e groupe de reconnaissance commandé par le contre-amiral Friedrich Boedicker (de), et à ce titre participe à la bataille du Skagerrak. Le navire ouvre la bataille navale et reçoit peu de coups pendant la bataille, ce qui lui permet d'être réparé très rapidement après la bataille. De novembre 1916 à octobre 1917, il est commandant du SMS Thüringen. Jusqu'à la fin de la guerre, il est chef de département au sein du groupe opérationnel de l'Amirauté navale (de). Le 24 novembre 1919, il est renvoyé de la marine.
Jusqu'en 1918, il reçoit entre autres l'ordre de l'Aigle rouge de 4e classe, l'ordre royal de la Couronne de 3e classe, la croix de fer de 1re classe, l'ordre du Mérite militaire bavarois de 2e classe avec épées et la croix de Frédéric-Auguste de 1re classe.

### Famille
Le 23 juin 1904, il épouse Marie von Taube von der Issen (1882-1955), sœur d'Otto von Taube (de), à Berlin.